# Harold Cagle
Harold Cagle (3 de agosto de 1913 - 28 de novembro de 1977) foi um atleta norte-americano que competiu principalmente nos 400 metros rasos.
Ele competiu pelos Estados Unidos nos Jogos Olímpicos de 1936, realizados em Berlim, na Alemanha Nazi, no revezamento 4 x 400 metros rasos, onde conquistou a medalha de prata com seus companheiros Robert Young, Edward O'Brien e Alfred Fitch.